# Hôtel de la Lauzière
L'hôtel de la Lauzière est un hôtel particulier de style baroque situé dans le centre-ville d'Arles, dont la construction s'échelonne du premier XVIIe siècle au XVIIIe siècle, particulièrement remarqué pour sa façade à colonnes torses. Il est protégé au titre des Monuments Historiques depuis 1925.

## Historique
Commandé par Bertrand II de Varadier de Saint-Andiol, chevalier de l'ordre de Malte en Provence en 1582, au début des années 1600, l'hôtel passe aux mains de la famille Chartroux peut-être à l'occasion de la mort sans enfants de Saint-Andiol. La façade est achevée vers 1625-1630, quoiqu'une partie du décor d'origine ait aujourd'hui disparu (en particulier armes des Saint-Andiol). Les Chartroux, entrés dans la noblesse de robe et membres de la puissante corporation des pêcheurs d'Arles, accèdent au consulat à la fin du XVIIe siècle. En 1682, Jean Chartroux-Loinville s'en reconnaît propriétaire : il meurt en poste de second consul en février 1694 et ses funérailles extraordinaires sont rapportées par l'orfèvre et chroniqueur arlésien Louis Pic dans ses Mémoires.

« Dans ce même mois, monsieur Chartroux Loinville, avocat, mourut étant second consul, et la communauté d'Arles fit la dépense de ses funérailles, qui furent magnifiques, étant obligée de faire cette dépense pour un de ses principaux magistrats. »

— Louis Pic, Mémoires, année 1694
En 1727, les Noble de la Lauzière acquièrent l'hôtel pour 7000 livres. Antoine de Noble de la Lauzière, son épouse Marie-Marthe Bernard et leur fils le littérateur Jean-Baptiste-François (1718-1806), premier consul d'Arles et des Baux, y résident jusqu'au XIXe siècle et lui donnent leur nom, puis l'hôtel passe aux mains des Mourier et des Tournatory. Des appartements et des magasins s'y installent alors.

En 2024, les bâtiments sont rachetés en vue de projets de valorisation de son histoire et de son patrimoine.

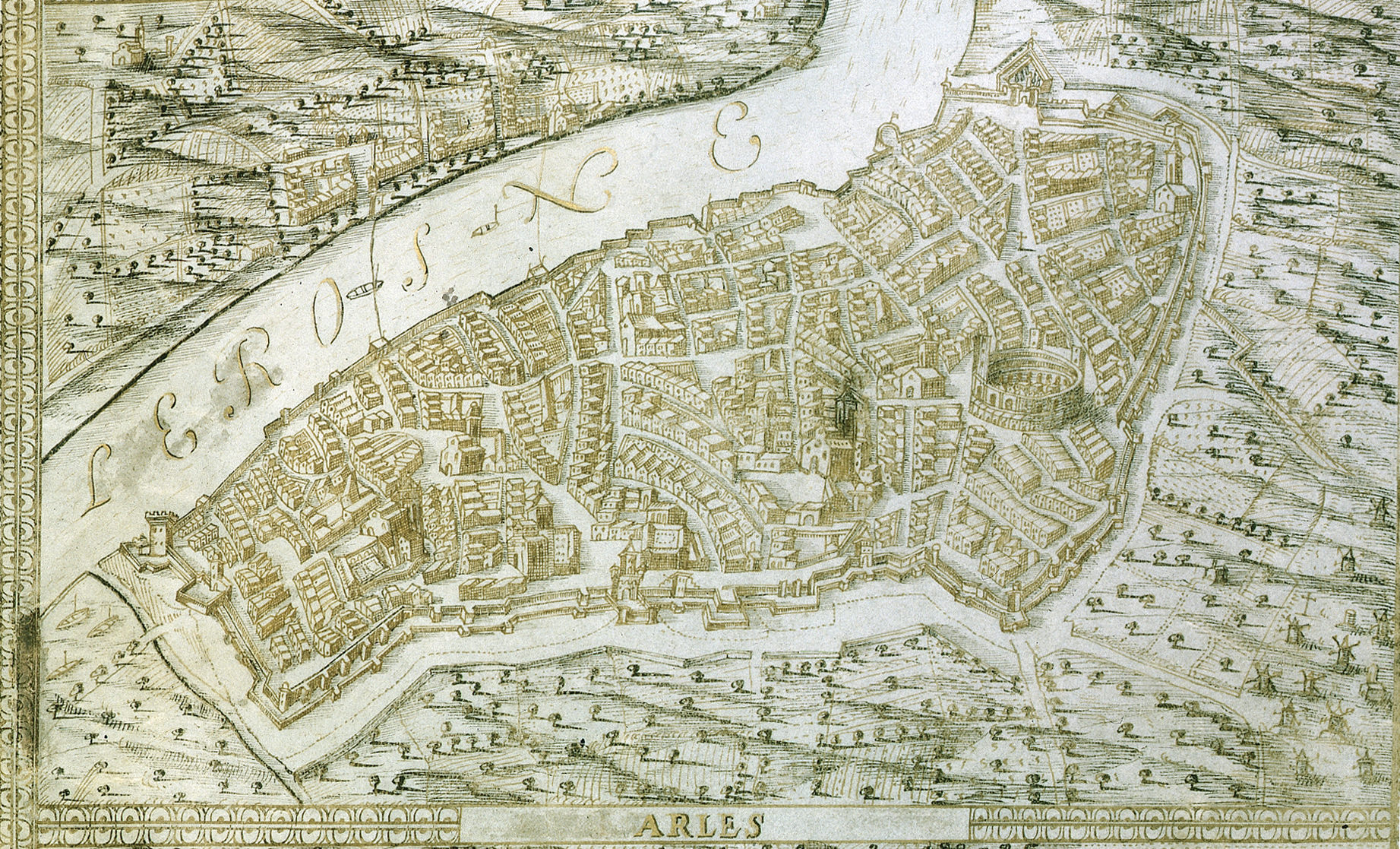
Arles en 1633 dans la Grande carte des côtes de la Provence de Jacques Maretz.
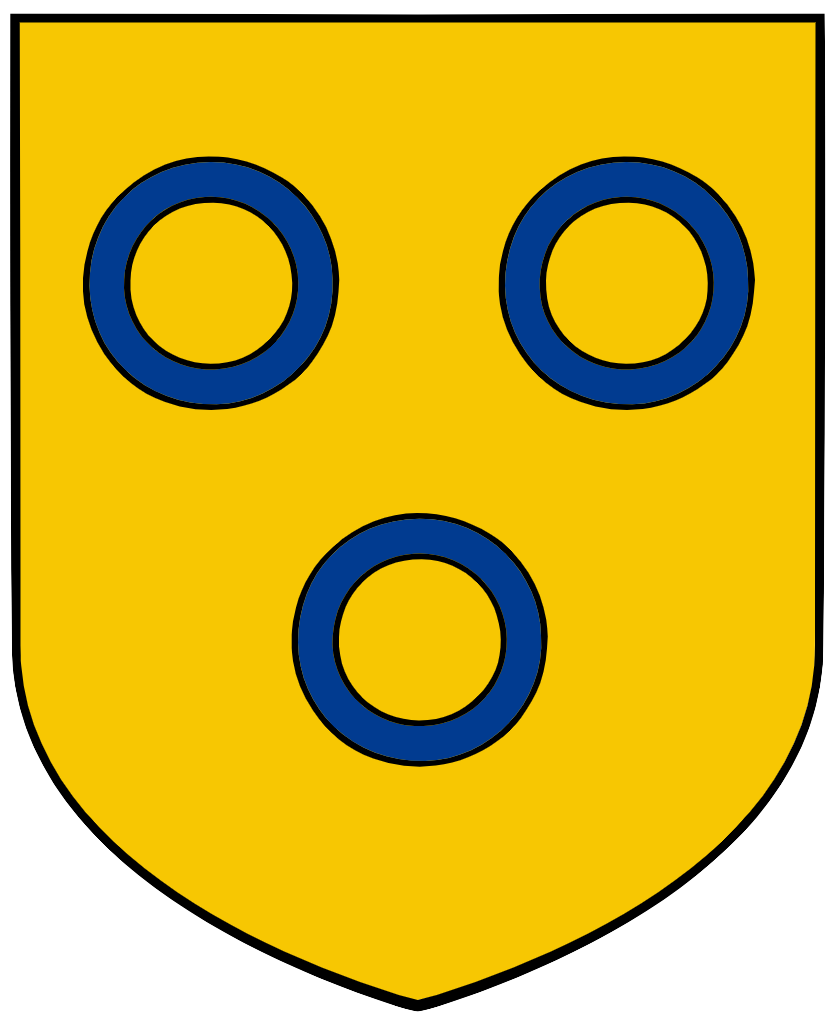
Armoiries de la famille Varadier de Saint-Andiol, qui se trouvaient autrefois sculptées sur la façade.
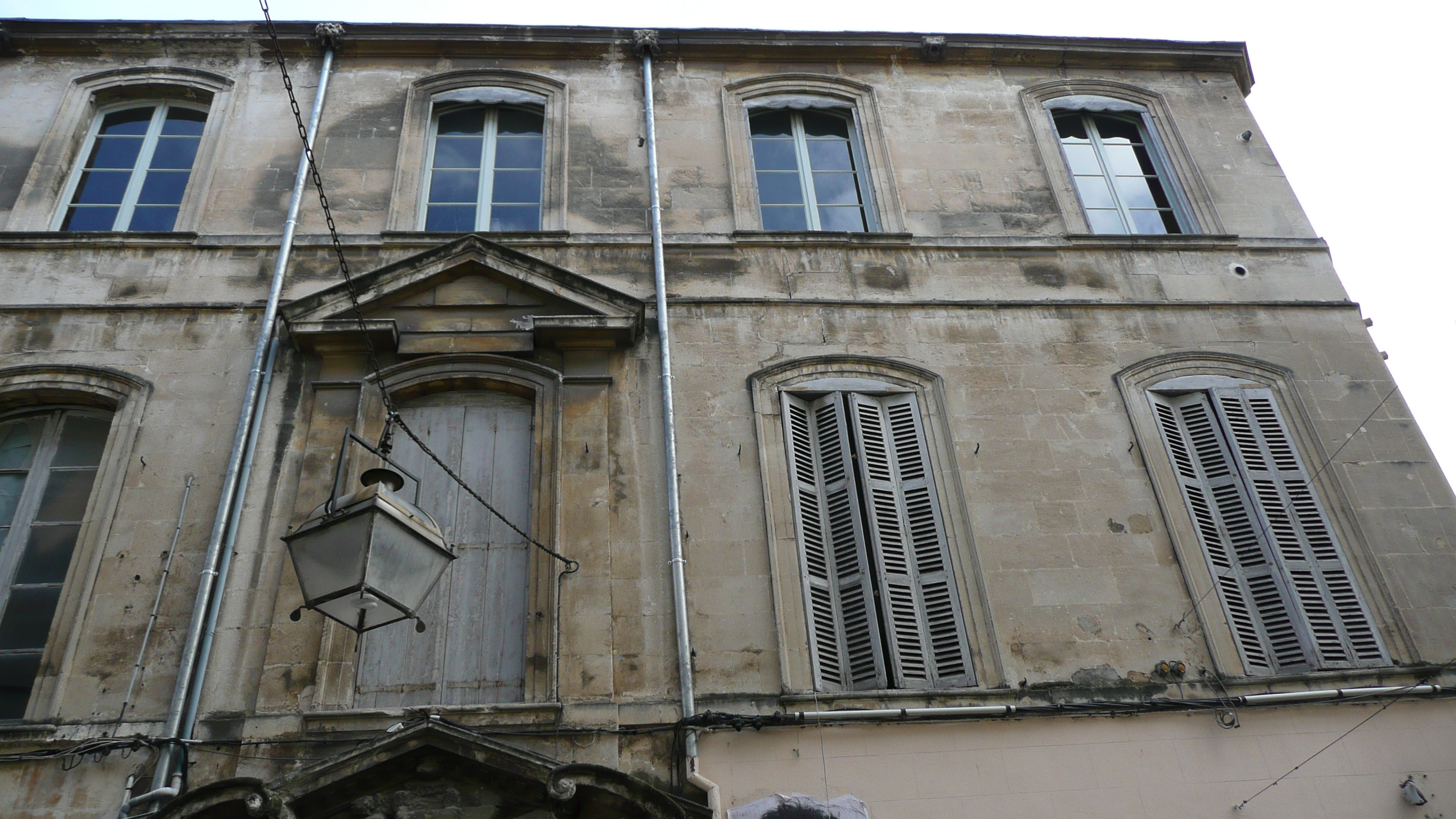
La façade XVIIIe siècle de l'hôtel.

## Localisation
L'hôtel se situe au 42 rue de la République, autrefois rue Royale fameuse pour le nombre de ses résidences bourgeoises et aristocratiques, et croise la rue du Président-Wilson. Vu du ciel, il affecte une forme globalement rectangulaire avec en son coeur une petite cour en forme de L.